# 司馬茂英
司馬 茂英（しば ぼうえい）は、南朝宋の少帝劉義符の皇后。本貫は河内郡温県。

## 経歴
東晋の恭帝司馬徳文と恭思皇后の娘として生まれ、海塩公主に封じられた。劉裕が宋公に封じられた後、彼の長男である劉義符に嫁いだ。夫より13歳年上であった。
永初元年（420年）、宋の成立に伴い劉義符が皇太子に立てられると、皇太子妃となった。
永初3年（422年）、少帝が即位すると、皇后に立てられた。
元嘉元年（424年）、少帝の廃位により営陽王妃に降格され、さらに南豊王太妃となった。
元嘉16年（439年）、死去した。享年は47。

## 伝記資料
- 『宋書』巻41 列伝第1
- 『南史』巻11 列伝第1